# Ngày Dân số Thế giới

Mật độ dân số theo quốc gia năm 2007

Ngày Dân số Thế giới là một sự kiện thường niên diễn ra vào ngày 11 tháng 7 hàng năm, nhằm nâng cao nhận thức của toàn thế giới về các vấn đề dân số toàn cầu.
Sự kiện được Governing Council của UNDP đưa ra năm 1989 trong (quyết nghị) Decision 89/46 15. Nó được lấy cảm hứng từ Ngày thế giới 5 tỉ người vào 11 tháng 7 năm 1987. Cậu bé người Nam Tư Matej Gašpar sinh ra tại thành phố Zagreb là công dân thứ 5 tỷ của Thế giới. Sau đó ngày này được Liên Hợp Quốc công nhận là ngày lễ quốc tế.

## Chủ đề qua các năm
2013
Chủ đề Ngày thế giới năm 2013 là "Focus is on Adolescent Pregnancy" - "Mang thai ở tuổi vị thành niên".
Dân số thế giới đến ngày 10 tháng 7 năm 2013 là 7.097.100.000
Theo Quỹ Dân số Liên Hợp Quốc (UNFPA), toàn thế giới có khoảng 16 triệu bé gái dưới 18 tuổi sinh con mỗi năm. Ngoài ra, có khoảng 3,2 triệu nạo phá thai không an toàn.